# Martin Steger
Martin Steger (20 de outubro de 1948) é um ex-ciclista suíço. Steger competiu nos Jogos Olímpicos de Verão de 1972 em Munique, onde foi integrante da equipe suíça de ciclismo que terminou em quinto lugar na perseguição por equipes de 4 km em pista.